# إمي نتنيست (تافراوت المولود)
إمي نتنيست هو دُوَّار يقع بجماعة تفراوت المولود، إقليم تيزنيت، جهة سوس ماسة في المملكة المغربية. ينتمي الدوّار لمشيخة تافراوت المولود التي تضم 42 دوار. يقدر عدد سكانه بـ 109 نسمة حسب الإحصاء الرسمي للسكان والسكنى لسنة 2004.

## روابط خارجية
- البوابة الوطنية للجماعات الترابية
- المندوبية السامية للتخطيط